# 151 aC
El 151 aC  va ser un any del calendari romà prejulià. Durant la República i l'Imperi Romà es coneixia com l'Any del Consolat d'Albí i Lucul o també any 603 Ab urbe condita o de la fundació de la ciutat). L'ús del nom «151 aC» per referir-se a aquest any es remunta a l'alta edat mitjana, quan el sistema Anno Domini va ser el mètode de numeració dels anys més comú a Europa.

## Esdeveniments

### Antiga Roma
- Aquest any són elegits cònsols Aulus Postumi Albí i Luci Licini Lucul.[2]
- Licini Lucul és enviat a Hispània per substituir a l'antic cònsol Marc Claudi Marcel, que ja havia concertat la pau a Numància amb la tribu celtibera dels arevacs.[2]
- Postumi Albí i Licini Lucul estableixen diversos impostos i els recapten amb duresa per finançar la guerra a Hispània, i això provoca la indignació del poble. Els tribuns de la plebs, davant dels fets, fan empresonar els dos cònsols. El conflicte s'acaba quan el jove Escipió Emilià, ofereix els seus serveis i fa reviure l'esperit militar entre els romans.[3]
- L'historiador Polibi, retingut a Roma des de l'any 167 aC amb altres 1.000 atenencs membres de la Lliga Aquea per no haver ajudat els romans contra Antíoc IV Epífanes, aconsegueix la llibertat per la mediació de Cató el Censor, que fa retornar a Grècia els hostatges. Només en queden 300.[4]

### Hispània
- Lucul arriba a Hispània, i amb ganes de glòria, decideix atacar els vacceus, tribu que fins llavors no havia tingut cap relació amb els romans. Creua el Tagus i envaeix els seus territoris sense autorització del Senat. Ataca Cauca, on sospita que s'acumulen grans riqueses. Els pobladors es rendeixen, però Lucul no respecta el pacte i ordena la mort de tots els habitants. Moren unes 20.000 persones i els supervivents són esclavitzats.[5]
- Servi Sulpici Galba, és nomenat procònsol i rep Hispània com a província, on fa la guerra als celtibers. Ajuda als aliats romans que eren atacats pels lusitans, però l'exèrcit romà, cansat i indisciplinat, mostra signes de debilitat. Quan Galba es retira, els lusitans l'ataquen en una batalla terrible on moren set mil romans. Inici de la Guerra lusitana.[6]
- Lucul ha d'acabar l'atac als vacceus, perquè les ciutats li tanquen les portes o els seus habitants fugen, i es neguen a tractar amb ell. La falta de queviures l'obliga a retirar-se perseguit pels indignats vacceus, que l'obliguen a creuar el Douro, i va cap al sud, per a socórrer Servi Sulpici Galba, derrotat pels Lusitans.[7]

## Necrològiques
- Diògenes de Babilònia, filòsof estoic.[8]